# Megachile tomentosa
Megachile tomentosa là một loài Hymenoptera trong họ Megachilidae. Loài này được Friese mô tả khoa học năm 1903.